# Charles de Navarre (1397-1402)
Charles de Navarre, (né le 30 juin 1397 - mort le 12 août 1402), est un prince capétien navarrais. Après la naissance de plusieurs filles, il est le premier fils de Charles III de Navarre, dit le Noble et de son épouse, Éléonore de Castille. Il est l'héritier de la couronne de Navarre de sa naissance à sa mort prématurée, à l'âge de 5 ans.

## Biographie
Sixième enfant et premier fils des souverains de Navarre, Charles devient héritier du trône dès sa naissance à Pampelune le 3 juin 1397. Sa sœur ainée Jeanne de Navarre était jusqu'alors, depuis 1387, l'héritière du royaume. Charles fut baptisé le 15 juillet suivant par le cardinal Martín de Zalba, évêque de Pampelune.
L'avenir de la dynastie semble assuré avec la naissance en 1399 d'un second fils Louis, mais celui-ci décède dès l'année suivante.

### Décès
Le prince Charles mourut subitement le 12 août 1402 à Estella. Il fut enterré dans la cathédrale de Pampelune, dont les murs furent peints en noir sur ordre du roi.
La reine, alors enceinte, accouche finalement à l'automne 1402 d'une fille, Marguerite. Elle n'aura pas d'autres enfants.
La sœur ainée de Charles, la princesse Jeanne de Navarre redevient alors héritière du royaume de Navarre et son père se hate de la marier en décembre 1402 avec Jean Ier de Foix.